# 5-я Кожуховская улица
Пя́тая Кожу́ховская улица — улица, расположенная на территории районов Даниловский Южного административного округа и Южнопортовый Юго-Восточного административного округа города Москвы.
Улица находится на левом берегу Москвы-реки, большей частью расположена в Южнопортовом районе.

## История
Название улицы было утверждено 8 июля 1955 года. С 1930-х годов и до этого дня улица называлась Центральным проездом, данное наименование было утверждено в 1948 году.
В начале 30-х годов улица располагалась на территории Посёлка ЗИС, предназначавшегося для рабочих Автозавода имени Сталина (сейчас — Завод имени Лихачёва). Улица начиналась жилым бараком № 3 завода «Динамо».
Жилые дома на улице начали строиться лишь в 1940—1950 годы. Первые дома были сделаны из кирпича. Позже, начиная с 60-х годов, на улице стали строить блочные дома, что объяснялось простотой их конструкций и, соответственно, «убыстрением» процесса их строительства.

## Расположение
Улица расположена между улицей Трофимова и 6-й Кожуховской улицей. Начинается от 2-го Кожуховского проезда, идёт на восток и заканчивается переходом в Южнопортовую улицу.

## Примечательные здания и сооружения

### по нечётной стороне
- Дом 1/11 — налоговая инспекция № 25.
- Дом 27, корпус 1 — детский сад № 1875.
- Дом 27, корпус 2 — детский сад № 2583.
- Дом 31А — детский сад № 2449.

### по чётной стороне
- Дом 8, корпус 2 — центр занятости населения ЮАО, отдел «Автозаводский».
- Дом 12 — мировые судьи участков 267—270 города Москвы, обслуживающие Лефортовский и Нижегородский районы.
- Дом 18, корпус 2 — ОДС № 2.

## Транспорт

### Наземный общественный транспорт
По улице не проходят маршруты наземного общественного транспорта. Ближайшие остановки:
- «Метро „Кожуховская“» — на Южнопортовой улице, недалеко от станции метро.
- «5-я Кожуховская улица» — недалеко от пересечения с улицей Сайкина.
- «6-я Кожуховская улица» — около магазина «Пятёрочка» на 6-й Кожуховской. Автобус № 186 до метро Волгоградский проспект.

### Метро
- Станция метро «Кожуховская» Люблинско-Дмитровской линии — в 100 м от пересечения с улицей Петра Романова.
- Станция метро «Автозаводская» Замоскворецкой линии — в 350 м на северо-запад от пересечения со 2-м Кожуховским проездом.

### Железнодорожный транспорт
- Станция МЦК «Автозаводская» — на пересечении со 2-м Кожуховским проездом.
- Станция МЦК «Дубровка» — в 700 м на север от пересечения с улицей Петра Романова.